# Ernst Götsch

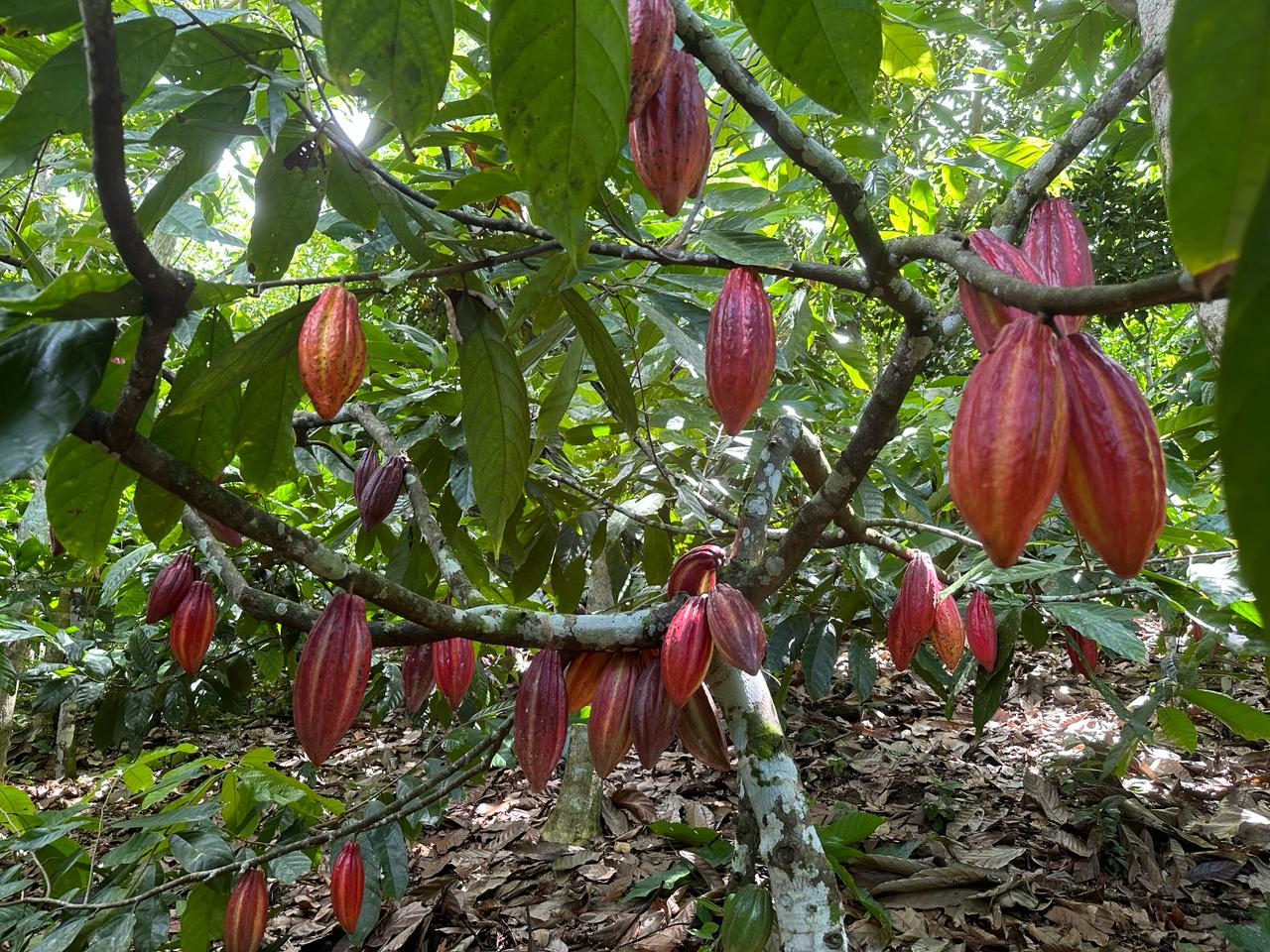
Cacau na Fazenda Olhos D'água, Piraí do Norte, Brasil

Ernst Götsch (n. Raperswilen, 1948) é um agricultor e pesquisador suíço, formado em ciência genética, nascido em Raperswilen, no norte da Suiça, em 1948. É o criador da Agricultura sintrópica. Em 1982, mudou-se para Piraí do Norte, região do cacau na Bahia, Brasil, onde aplicou seu método de agricultura. Com a grande difusão do seu sucesso, tornou-se referência em agricultura regenerativa em todo o mundo.

## Trabalho
Em sua fazenda, Olhos D´água (BA) aplicou suas ideias de agricultura sintrópica e transformou o que era antes uma terra degradada em uma floresta tropical produtiva, com foco principal no Cacau, mas também muitas outras culturas. Seus alunos e algumas fazendas de larga escala estão agora implementando as mesmas técnicas, combinando interesses econômicos e ecológicos.
O trabalho de Götsch sobre modelos agroflorestais influenciou a conversão de grandes extensões de terras degradadas em sistemas produtivos e biodiversos em várias partes do Brasil. Desenvolveu novas técnicas de recuperação de solos improdutivos, que imitam os padrões existentes na natureza, nos quais espécies de plantas cuidadosamente selecionadas - um consórcio de espécies - são colocadas em um determinado espaçamento e orientação. As espécies, segundo seu modelo, devem ser introduzidas em uma sequência predeterminada, dentro de uma sucessão. Outra técnica fundamental é a constante poda das espécies consorciadas, fornecendo matéria orgânica para cobrir o solo e, segundo sua teoria, enviar informações de crescimento para o sistema. Segundo Ernst, solo exposto é como uma ferida aberta.

## Obras publicadas
- Break-through in Agriculture (1995)
- O Renascer da agricultura (1996)